# CTV Sci-Fi Channel
CTV Sci-Fi Channel ist ein kanadischer Fernsehsender der  Mystery-, Fantasy-, Science-Fiction-Filme und -serien sowie Action- und Horrorfilme ausstrahlt. Der Sender hat sein Hauptsitz in Toronto, Ontario und gehört zu Bell Media.

## Geschichte
Der Sender erhielt seine Sendegenehmigung 1996 von der Canadian Radio-Television and Telecommunications Commission (CRTC). Den offiziellen ersten Sendebeginn leitete der Betreiber CHUM Limited am 17. Oktober 1997 um 18 Uhr abends mit dem Film  Forbidden Planet, mit anschließendem Kommentar über den Film von Autor Robert J. Sawyer. Anschließend wurde der Film Mars Attacks! gesendet.
Chum Limited begann mit dem Sendebeginn von Teletoon, MuchMusic und Space, um mit den US-Fernsehketten mithalten zu können und einen übermäßigen US-amerikanischen Import zu verhindern, vor allem gegenüber SyFy. Einige TV-Sendungen stammen jedoch ursprünglich von SyFy, wurden jedoch etwas verzögert bei Space gesendet. Wie z. B. die beliebte US-Serie The Invisible Man. Auf der anderen Seite werden viele kanadische Serien vorwiegend als erstes in Kanada ausgestrahlt. Erst nach kompletter Ausstrahlung werden diese auch für andere Sender freigegeben wie z. B. die beliebte kanadische Serie Relic Hunter.
CTVglobmedia übernahm den Sender am 22. Juni 2007, als sie die Sendekette CHUM Limited übernahm. Am 1. April 2011 übernahm Bell Canada den Sender von CTVglobemedia zusammen mit MuchMusic.

## Jährliche Events
- The Spacey Awards: Eine jährlich stattfindende Preisverleihung an die besten Serien und Filme der: Science-Fiction, Fantasy- oder Horrorfilme, die der Zuschauer mit seiner Wahl seinen Favoriten bestimmen kann.
- Santa Claus Conquers the Martians wird seit einigen Jahren immer an den Weihnachtsfeiertagen von Space gesendet.
- The Twelve Days of Space-mas: An zwölf Tagen während der Weihnachtszeit werden jährlich alle Filme Star Trek Filme gesendet.

## Sendeprogramm
Neben den Serien werden weitere Sendungen mit Schwerpunkt auf Mystery-, Fantasy-, Science-Fiction, sowie aktuelle Themen der Raumfahrt gesendet.
| - Being Human - Caprica - Chuck - Doctor Who - Eureka – Die geheime Stadt - Nikita | - Sanctuary – Wächter der Kreaturen - Ghost Hunters - Ghost Hunters International - Smallville - Stargate Universe - Supernatural | - The Listener – Hellhörig - Blood Ties – Biss aufs Blut - 4400 – Die Rückkehrer - Orphan Black - Stargate – Kommando SG-1 - Surface – Unheimliche Tiefe - Star Trek: Voyager |

## CTV Sci-Fi Channel HD
Am 6. Juli 2011 begann der Sender mit der parallelen Ausstrahlung im HD Format. Dieses wird in das Netz von Bell TV und Bell Fibe TV eingespeist.